# МОНАТИО
МОНАТИО (сокращение от фр. Mouvement National — «Национальное движение», кхмер. ចលនាជាតិ) — националистическая политическая группа, существовавшая в последние дни Кхмерской республики. В апреле 1975 г. группа приветствовала вступление красных кхмеров в Пномпень и была запечатлена в международной фото- и кинохронике. Журналисты ошибочно приняли их флаги за символику «красных кхмеров», и эта ошибка была повторена многократно, в том числе в короткометражной «чёрной комедии» «День рождения Пол Пота».
Цели и состав группы малоизвестны. Её возглавлял Хем Кет Дара, сын лонноловского министра внутренних дел. По сообщению свидетеля событий Франсуа Поншо, группа состояла из нескольких боевиков, одетых в чёрное, а также нескольких студентов. По его утверждению, группу возглавлял Хем Кетх Дара, а за группой стоял Лон Нон, брат свергнутого диктатора Лон Нола. Нородом Сианук позднее снял о событиях 1975 г. фильм под названием MONATIO. Согласно фильму, полпотовцы были сильно раздражены тем, что их приветствовала столь сомнительная организация, схватили её членов и казнили.
Позднее «красные кхмеры» заявили, что MONATIO представляла собой заговор, организованный ЦРУ, против революционного движения.